# Sant Nicolau de Boí
Sant Nicolau de Boí és una ermita d'una sola nau i absis del terme de la Vall de Boí, situada a 1.668 m d'altitud, just a l'entrada de la zona interna del Parc Nacional d'Aigüestortes i Estany de Sant Maurici per la Vall de Sant Nicolau, dona nom a aquesta vall. Pertany al territori de Boí, inclòs en l'antic terme municipal de Barruera.
És controvertit, que aquesta església sigui romànica i no apareix entre les monografies de la Catalunya romànica. Encara que està en bon estat, normalment sols està oberta el primer diumenge de juliol, quan els habitants de Boí fan un aplec i un dinar a l'ermita.
Des de l'aparcament de Palanca de Molina a l'entrada de la vall, s'agafa el Camí de la Llúdriga, que remunta el curs del Riu de Sant Nicolau per la seva riba septentrional. A Palanca de Pei es creua el riu i, encara que apartant-se una mica, es ressegueix l'altra riba, fins a trobar l'ermita, poc abans d'arribar a l'Estany de Llebreta.

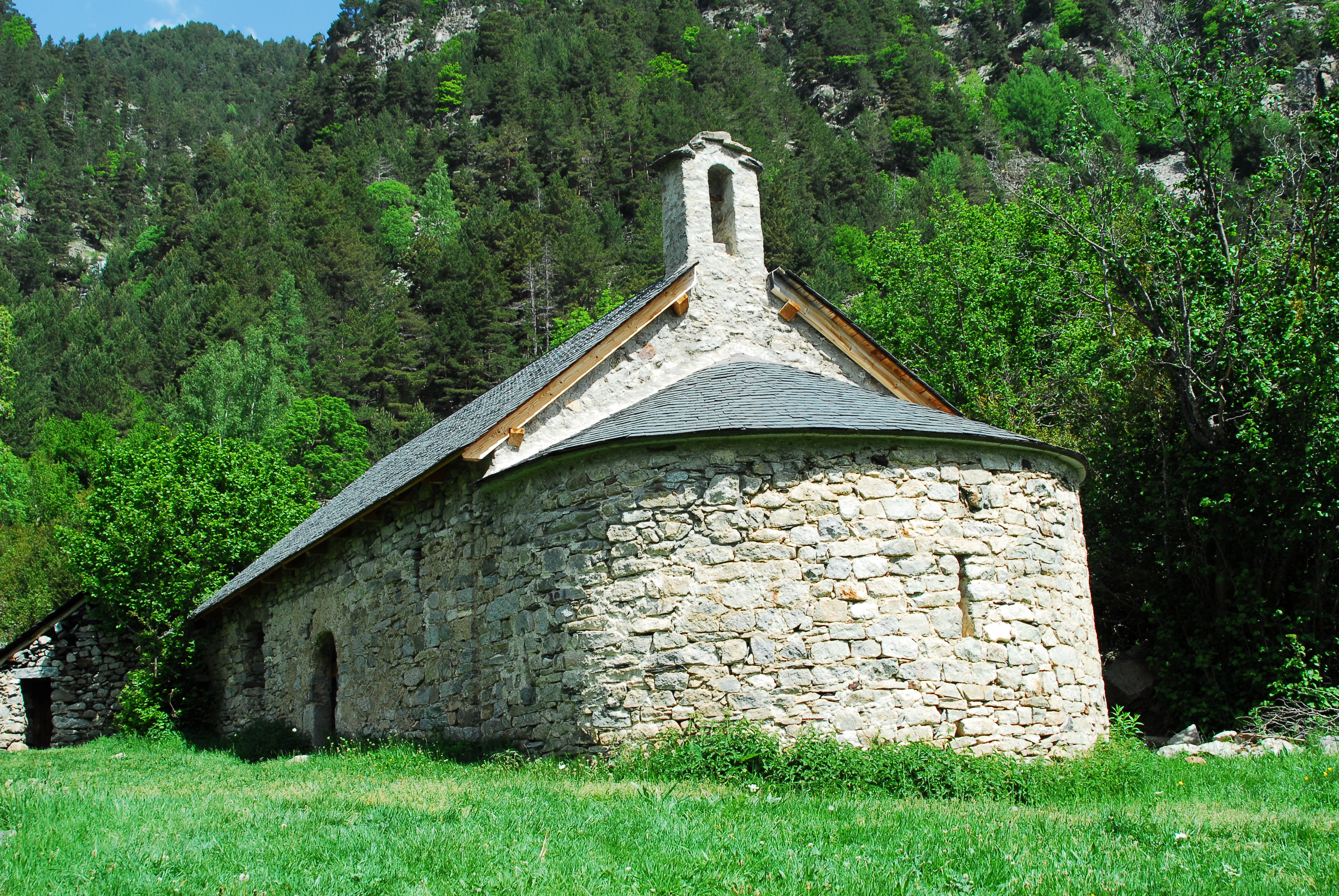
L'ermita de Sant Nicolau el 2015